# AN/TWQ-1 어벤저
AN/TWQ-1 어벤저(영어: AN/TWQ-1 Avenger) 또는 어벤저 방공 체계(영어: Avenger Air Defense System)는 보잉이 개발한 미국의 이동식 단거리 방공 체계이다. 험비 차량에 단거리 지대공 미사일인 FIM-92 스팅어와 50구경 기관총을 탑재하며 미국 육군과 미국 해병대에서 운용하고 있다.

## 기능
어벤저는 고정익기, 헬리콥터, 무인기, 순항미사일을 파괴할 수 있다. 정면관측 적외선 센서와 레이저 추적 탐색기가 장착되어 있다.

## 사용 국가
- 미국 육군,  미국 해병대
- 칠레
- 이집트
- 이라크
- 대만
- 바레인

## 같이 보기
- FIM-92 스팅어